# Ross Taylor
Ross Croft Taylor (ur. 26 kwietnia 1902 w Toronto, zm. 3 maja 1984 tamże) – kanadyjski hokeista, złoty medalista zimowych igrzysk olimpijskich w Sankt Moritz.